# Boissay
Boissay település Franciaországban, Seine-Maritime megyében. Lakosainak száma 426 fő (2022. január 1.). Boissay Catenay, Ernemont-sur-Buchy, Héronchelles, Rebets, Saint-Aignan-sur-Ry, Saint-Germain-des-Essourts és Morville-le-Héron községekkel határos.

## Népesség
A település népességének változása:
| Lakosok száma | 363  | 390  | 412  | 406  | 406  | 406  | 409  | 415  | 426  |
|               | 2013 | 2015 | 2016 | 2017 | 2018 | 2019 | 2020 | 2021 | 2022 |